# Dase (Erpe)
Die Dase ist ein knapp 10 km langer, östlicher und orographisch rechter Zufluss der Erpe in den nordhessischen Landkreisen Kassel und Waldeck-Frankenberg.

## Verlauf
Die Dase entspringt im Landkreis Kassel am östlichen Ortsrand von Nothfelden, einem nordöstlichen Stadtteil von Wolfhagen. Ihre Quelle befindet sich im Südteil der landwirtschaftlich genutzten Elsunger Senke, die zwischen dem Elsbergrücken im Westen und den Hinterhabichtswälder Kuppen im Osten gelegen zu den Ostwaldecker Randsenken gehört. Sie liegt am nördlichen Hang der Anhöhe Am Galgenberg (ca. 325 m ü. NHN), die den unbewaldeten Übergangsbereich zum Altenhasunger Graben darstellt, auf rund 307 m.
Die Dase fließt im Gegenuhrzeigersinn in einem in Richtung Südwesten offenen Dreiviertelkreis. Dabei passiert sie zunächst nordostwärts fließend den in der Elsunger Senke westlich des Bachs befindlichen Berg Filtz (395,5 m) und das östlich gelegene Massiv des zu den Hinterhabichtswälder Kuppen gezählten Großen Bärenbergs (600,7 m). Dann verläuft sie direkt süd- und westlich an Oberelsungen vorbei, einem westnordwestlichen Stadtteil von Zierenberg.
Hiernach fließt die Dase nordwestwärts am nordöstlich des Bachs gelegenen Malsburger Wald (max. 448,9 m) vorbei nach Niederelsungen, einem nordnordöstlichen Stadtteil von Wolfhagen. Anschließend durchsticht sie nördlich bis nordwestlich des Burgbergs (334,5 m) in Richtung Südwesten den Elsbergrücken, einem Höhenzug der Ostwaldecker Randsenken. Dann fließt die Dase vorbei am Emanuel-Geibel-Gedenkstein, der daran erinnert, dass der Dichter 1841 im Dasetal bei der Anreise zum Schloss Escheberg den Anfang seines Wanderliedes Der Mai ist gekommen dichtete. Hiernach kreuzt sie die Grenze zum Landkreis Waldeck-Frankenberg.
Schließlich mündet die Dase rund 500 m südöstlich bzw. etwas oberhalb von Ehringen, einem südsüdöstlichen Stadtteil von Volkmarsen, im Hochwasserrückhaltebecken Ehringen, wenige Meter vom Staudamm entfernt, auf rund 200 m in den Twiste-Zufluss Erpe; bei der Mündung stand vor dem Dammbau eine Wegbrücke (202,4 m)..